# John Boye
John Boye (Accra, 23 april 1987) is een Ghanees voetballer die bij voorkeur als centrale verdediger speelt. Hij verruilde in 2015 Kayseri Erciyesspor voor Rizespor.

## Clubcarrière
Boye speelde in eigen land bij Heart of Lions. In augustus 2008 leende die club hem voor één jaar uit aan Stade Rennais. In juli 2009 tekende hij een definitief contract bij Stade Rennais. In zijn eerste twee seizoenen speelde hij vooral bij het tweede elftal. In 2010 maakte hij zijn competitiedebuut.

## Interlandcarrière
Op 17 juni 2008 werd Boye voor het eerst opgeroepen voor Ghana. Hij debuteerde op 22 juni 2008 tegen Gabon. Op 13 januari 2013 scoorde hij zijn eerste interlanddoelpunt in een vriendschappelijke wedstrijd tegen Tunesië. Hij nam met Ghana deel aan de Afrika Cup 2012 en Afrika Cup 2013. Op 28 januari 2013 scoorde hij een doelpunt voor Ghana in de groepswedstrijd tegen Niger.
1 Kwarasey ·
2 Opare ·
3 Gyan ·
4 Mensah ·
5 Sumaila ·
6 Muntari ·
7 Atsu ·
8 Essien ·
9 Boateng ·
10 A. Ayew ·
11 J. Ayew ·
12 Waris ·
13 Boye ·
14 Asamoah ·
15 Adomah ·
16 Badu ·
17 Mubarak ·
18 Acquah ·
19 Rabiu ·
20 Afful ·
21 Inkoom ·
22 Adams ·
23 Dauda ·
Coach: Appiah